# Abrodictyum
Abrodictyum es un género de helechos perteneciente a la familia Hymenophyllaceae. Comprende 40 especies descritas y de estas, solo 10 aceptadas.

## Taxonomía
El género fue descrito por Karel Presl y publicado en Hymenophyllaceae 20–21. 1843.

## Especies
- Abrodictyum asae-grayi (Bosch) Ebihara & K.Iwats. (2006)
- Abrodictyum boninense Tagawa & K.Iwats. (1958)
- Abrodictyum brassii (Croxall) Ebihara & K.Iwats. (2006)
- Abrodictyum caudatum (Brack.) Ebihara & K.Iwats. (2006)
- Abrodictyum clathratum (Tagawa) Ebihara & K.Iwats. (2006)
- Abrodictyum cumingii C.Presl (1843)
- Abrodictyum flavofuscum (Bosch) Ebihara & K.Iwats. (2006)
- Abrodictyum pluma (Hook.) Ebihara & K.Iwats. (2006)
- Abrodictyum schlechteri (Brause) Ebihara & K.Iwats. (2006)
- Abrodictyum strictum (Menzies ex Hook. & Grev.) Ebihara & K.Iwats. (2006)